# میتا بونگاکو

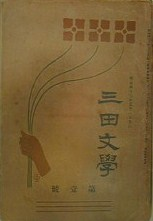

میتا بونگاکو (انگلیسی: Mita Bungaku) یک مجله ادبی ژاپنی است که در سال ۱۹۱۰ در دانشگاه کیئو تأسیس شد و آثار اولیه نویسندگان جوان ژاپنی مانند جون‌ایچیرو تانیزاکی، تاکیتارو میناکامی، کوجیما ماساجیرو، ریونوسوکه آکوتاگاوا ریونوسوکه آکوتاگاوا، و آیاکو سونو را منتشر کرد.